# Scranton (Iowa)
Scranton – miasto w Stanach Zjednoczonych, w stanie Iowa, w hrabstwie Greene. Zgodnie ze spisem statystycznym z 2000 roku, miasto liczyło 604 mieszkańców.

## Zdjęcia

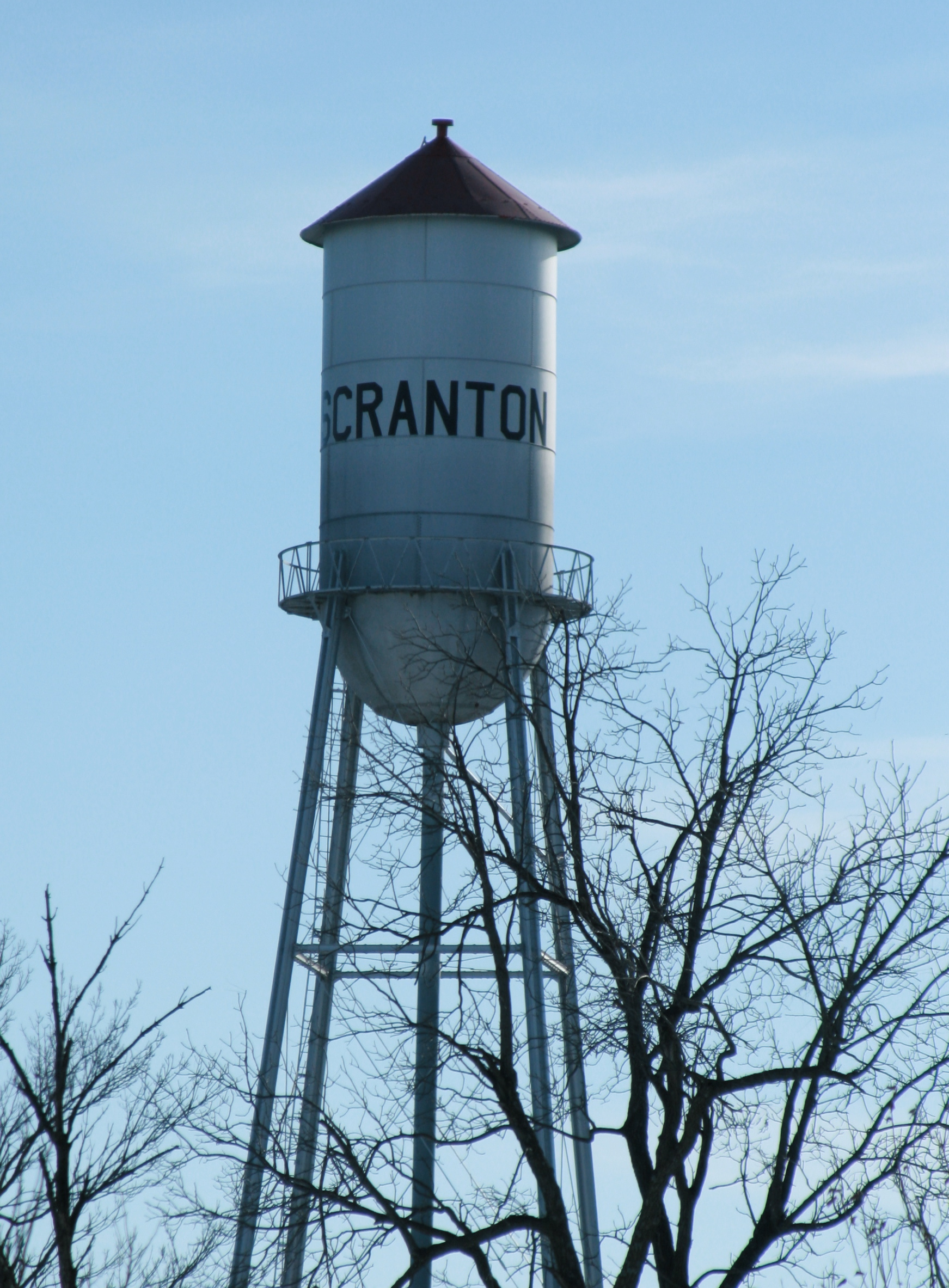
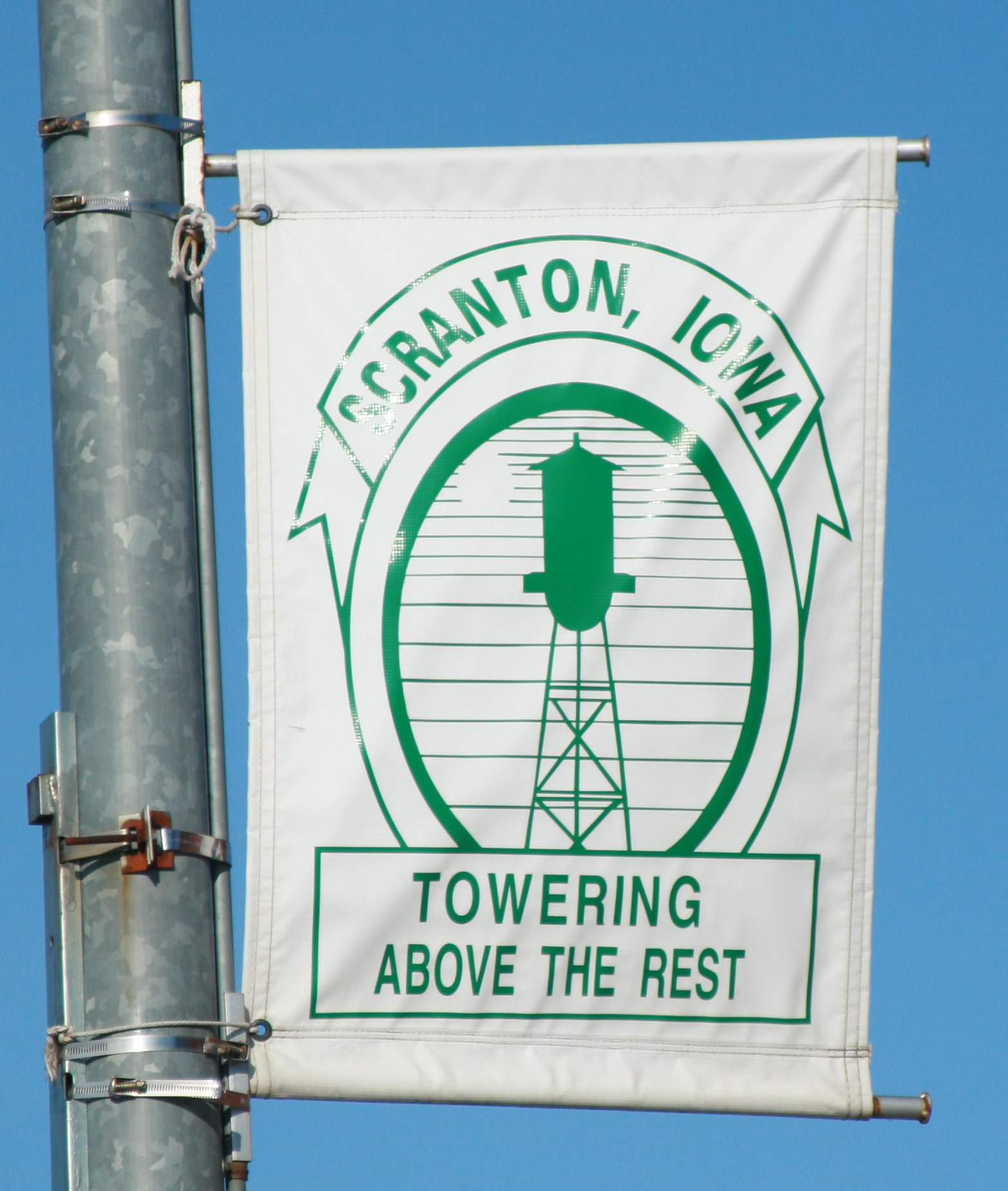
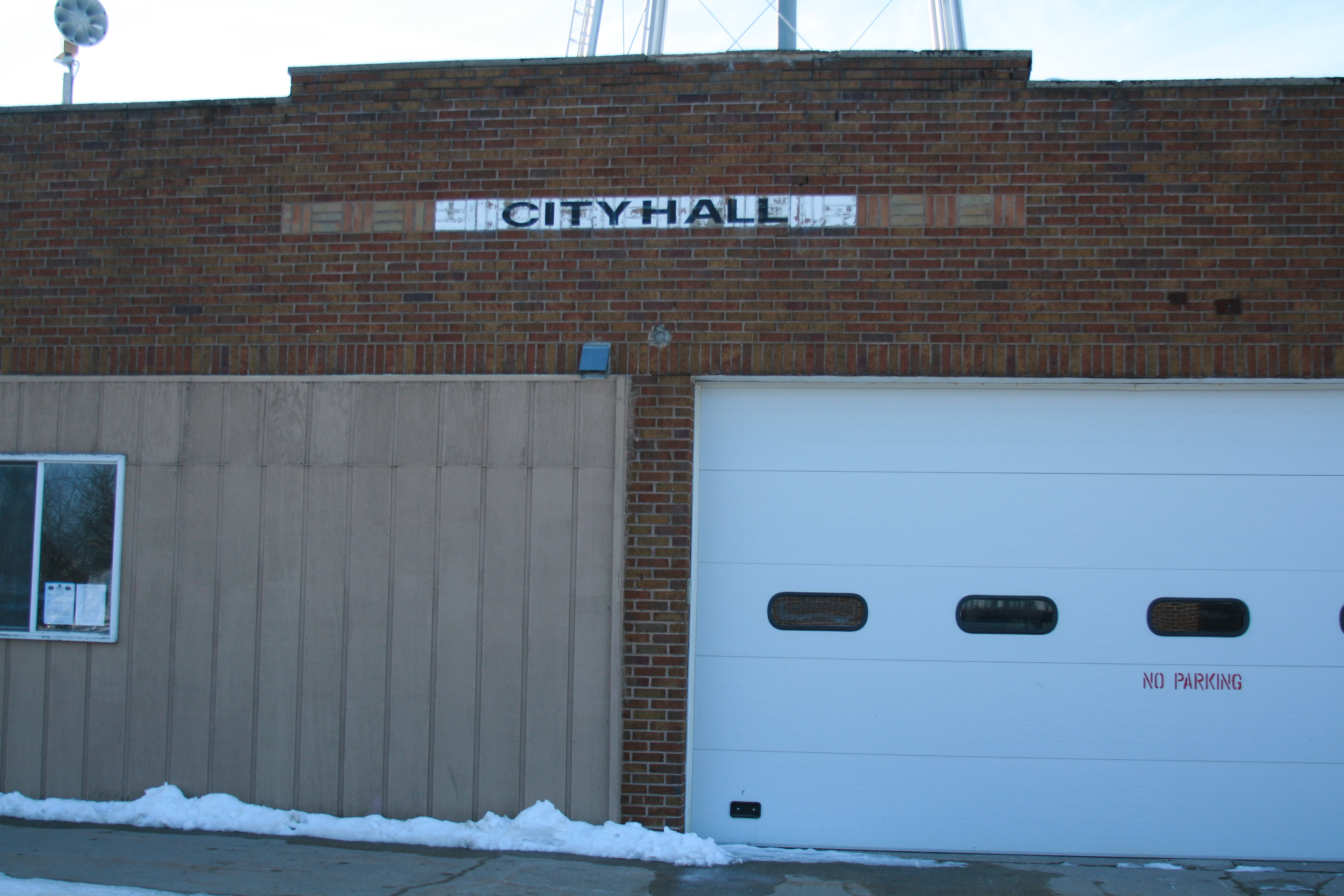
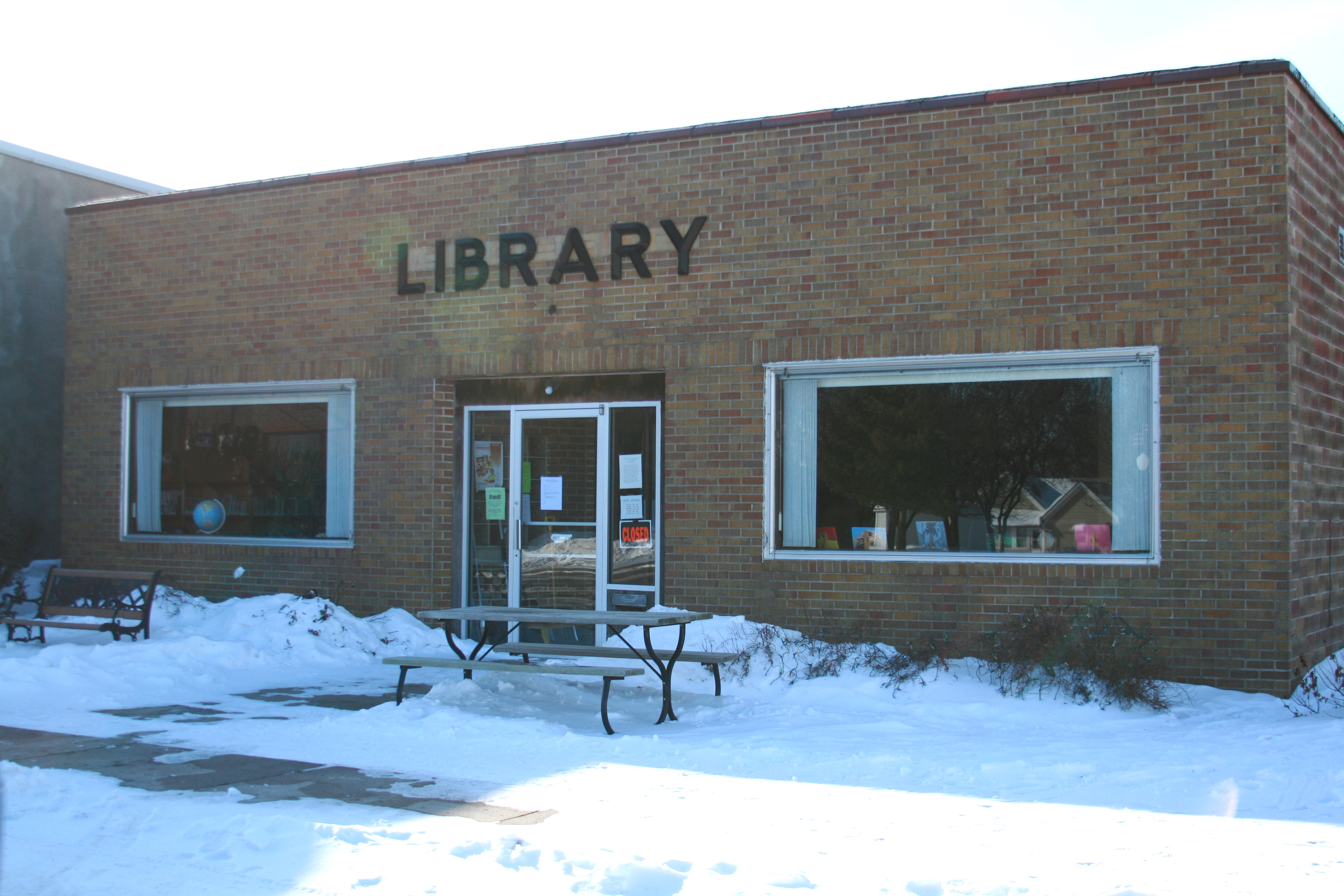
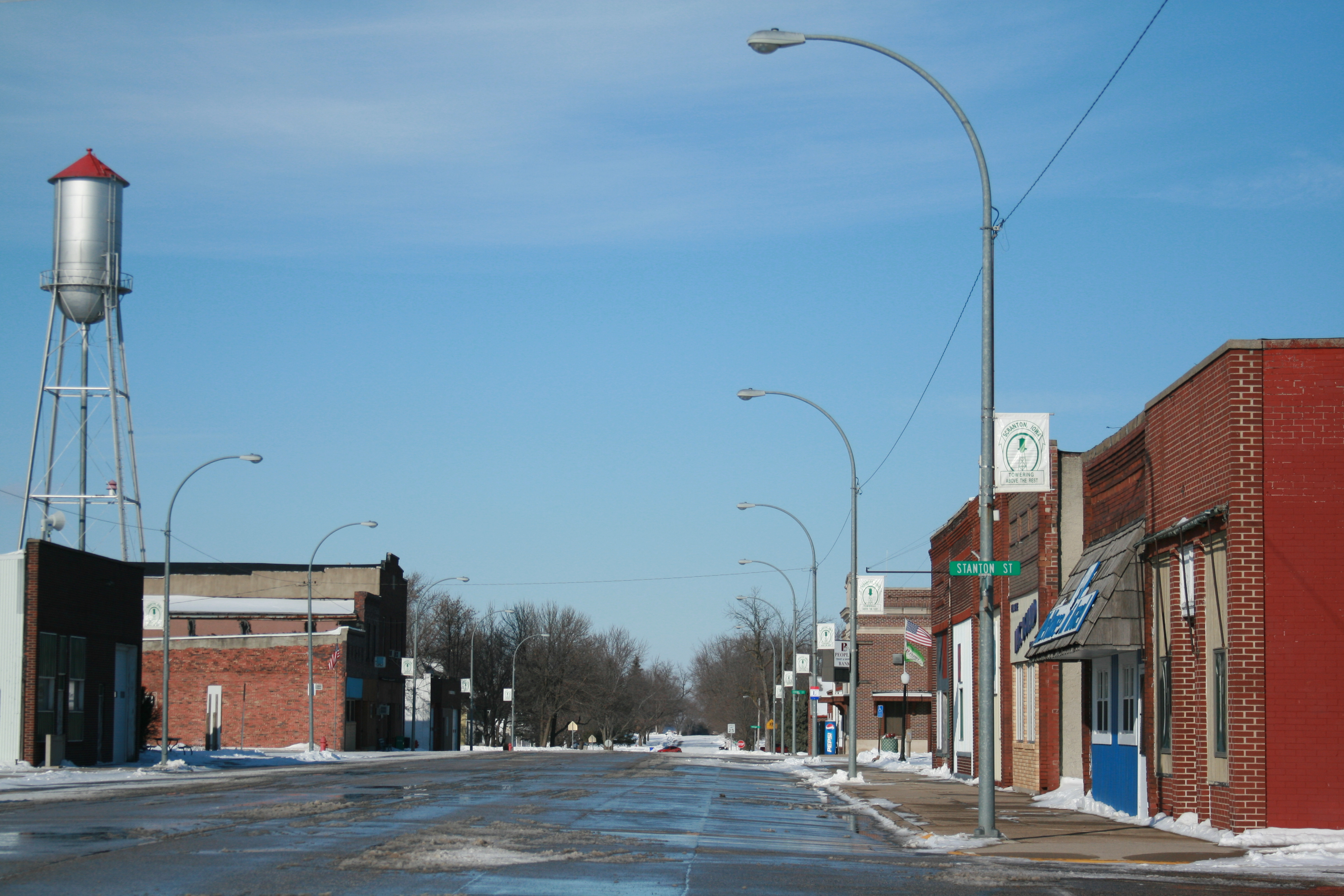
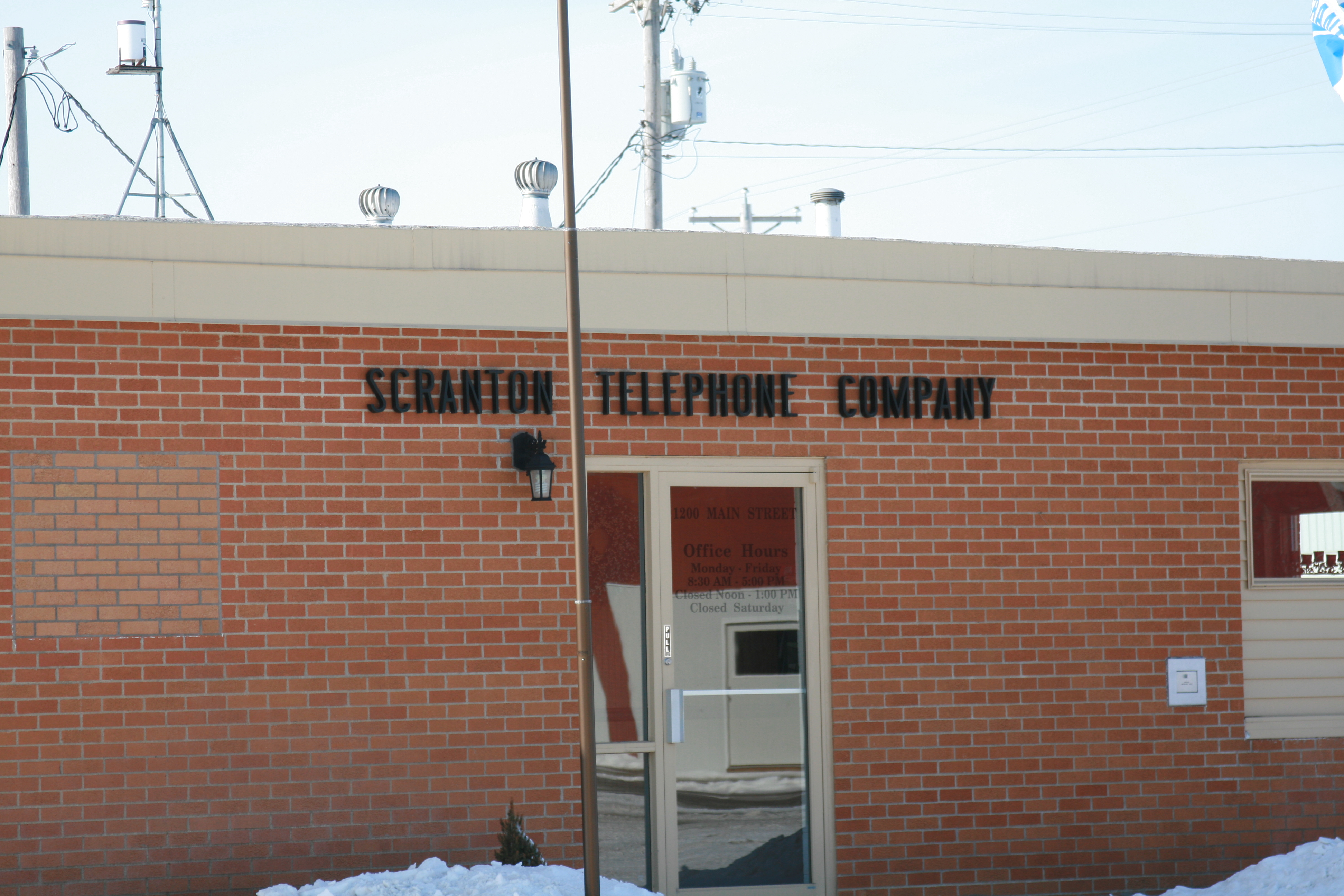
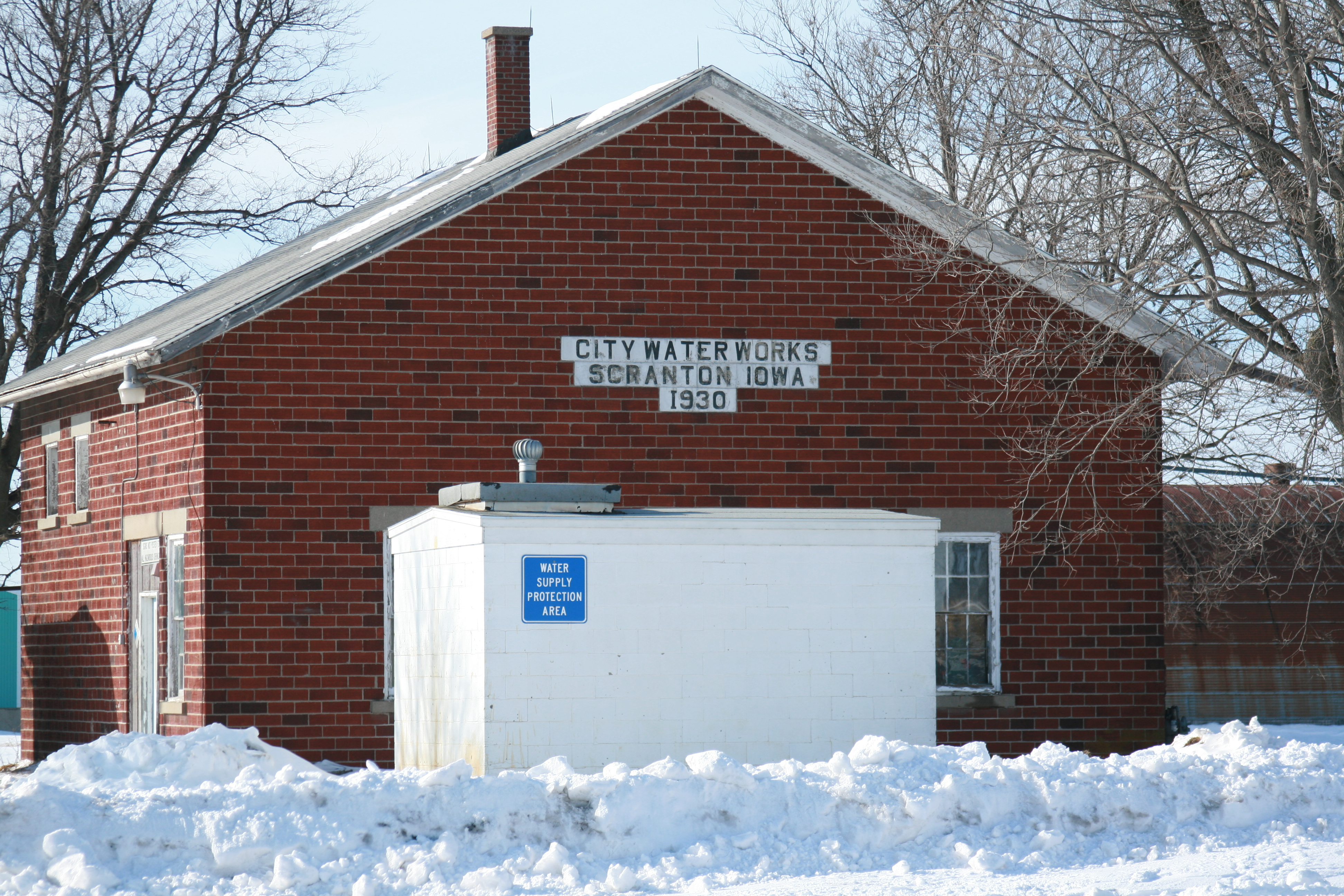
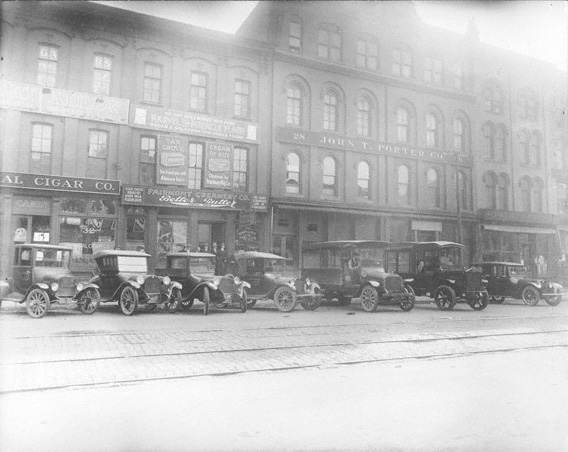